# Гуинет (окръг, Джорджия)
Окръг Гуинет (на английски: Gwinnett County) е окръг в щата Джорджия, Съединени американски щати. Площта му е 1132 km², а населението - 800 080 души. Административен център е град Лорънсвил.